# 黃谷涵
黃谷涵（英語：Hank Huang，1974年8月10日—），中華民國台中人，投資家、企業家，亞洲價值資本創辦人，現為美好證券及亞洲價值資本董事長。

## 生平

### 商業生涯
黃谷涵先生，於1998年至2005年，先後任職於元大證券、凱基證券以及中國信託。

### 共同創業
2005年，黃谷涵先生與林盈課教授共同創業，於中興大學創新育成中心創立基金公司 Value Added Investment Partners，後於2008年更名為亞洲價值資本（Asia Value Capital）。

### 公開收購大慶證券
2018年，時任大慶證券（今美好證券）董事長莊隆慶以個人財務問題為由請辭董事長一職，後透過前富邦投信資深副總經理顧素華牽線之下，黃谷涵才以近21億元的價格，收購大慶證券51.02%股權並接手其經營權。

## 外部連結
- 黃谷涵的Facebook專頁
- 美好金融官方網站 （页面存档备份，存于）
- 亞洲價值資本 （页面存档备份，存于）